# Zometool
ZOMETOOL — система конструкторов для моделирования пространственных фигур, состоящая из соединительных узлов и стержней разного размера.

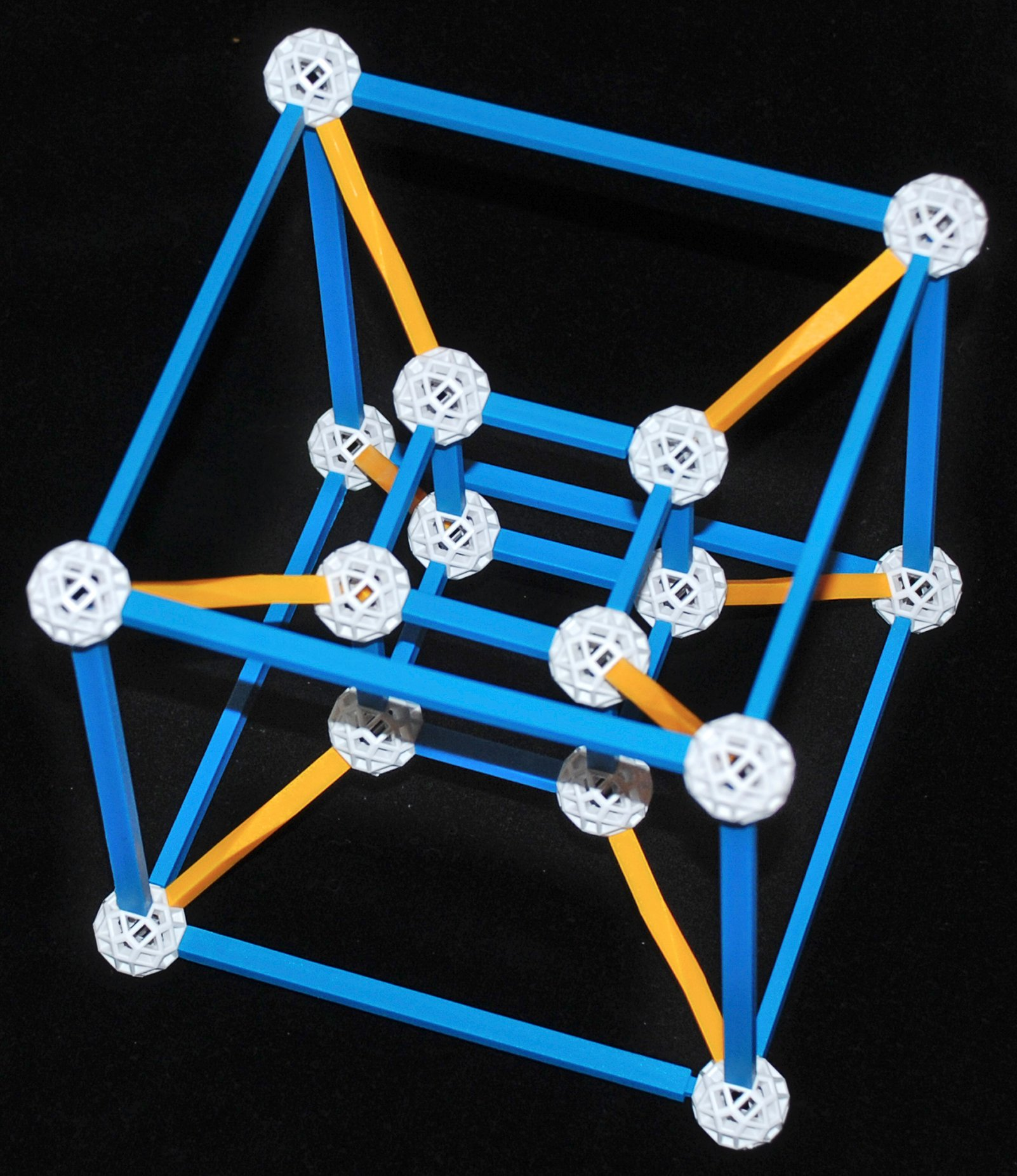
Модель проекции тессеракта в трёхмерное пространство

 Все наборы производятся корпорацией с одноимённым названием, расположенной в Денвере, штат Колорадо.

## Компоненты
Главные компоненты, из которых состоит конструктор — это соединительные узлы и стержни. Первые, разрабатывались долгое время и в итоге приняли вид полуправильного многогранника — Ромбоикосододекаэдр, у которого грани заменены отверстиями той же формы, а именно: 12 правильных пятиугольников, 30 прямоугольников и 20 треугольников. В них идеально входят стержни, с соответствующей формой наконечников. Цвет стоек ZOMETOOL связан с его поперечным сечением, а также с формой отверстия соединительного узла, которому он соответствует.
Красный и зелёный цвет — пятиугольные наконечники
Синий — четырёхугольные
Жёлтый — трехугольные.
Также они разделены на размеры: очень маленькие, маленькие, средние и большие.

## История
Стив Бэр в начале 1960-х был случайным гостем в экспериментальном сообществе «Drop City» недалеко от города Тринидад. Его учредителями были художники и архитекторы Кларк Ричерт, Джин и Джо Энн Берновски. Именно там Стив был очарован геометрией купола, созданной архитектором Ричардом Бакминстером.
При тщательном анализе конструкции учредители пришли к выводу, что купол имеет недостатки как жилое помещение. Ведь дом тогда должен быть шарообразным, но в то же время с большим количеством углов и ребер разного размера. Такая форма, хоть и устойчивая, но довольно сложная для построения.
Воодушевленный куполом-многогранником Бер увидел, как жена с ребёнком играются с геометрическими формами. Всё это натолкнуло его на идею создать новую систему, которая позволила бы собирать массу форм. В итоге появился конструктор. Слово Zome было придумано Стивом Дарки из фонда Lame, который впервые опубликовал изобретение Стива Бэра. Там говорилось, что из Zome можно делать купола Бакминстера (не точь-в-точь, а подобные), а также дома с более причудливыми формами. Большим плюсом конструкций Zome была относительная легкость, с которой можно было собирать их.

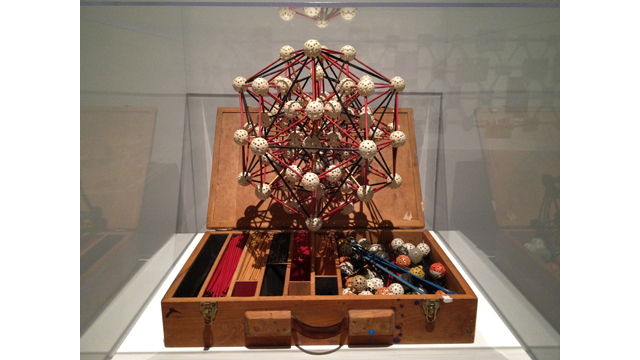
Одна из первых моделей ZOMETOOL

В настоящее время конструкции, которую собрал Бэр в сообществе «Drop City», уже не существует, как и других структур. Однако недавно дом Стива был построен в Корралесе, Нью-Мехико, с использованием концепции Zome.
Компания Zomeworks, созданная в 1969 году, создала первые наборы для конструирования и моделирования Zometoy. Они были запатентованы в 1969 и 1970 годах Стенли Маршом III в штате Техас. Тогда в Zometoy использовались пластмассовые шаровые шарниры и деревянные дюбель-стойки. Наборы были продемонстрированы на Нью-Йоркской ярмарке игрушек в 1971 году. Детали имели те же формы, что и у сегодняшнего ZOMETOOL. Тем не менее, комплекты были довольно грубыми и неудобными.
В 1979 году судьба объединяет Марка Пеллетье и Пола Хильдебрандта.
Марк был заядлым поклонником работ Стива Бэра, а Пол был очень заинтересован Системой Zome и хотел усовершенствовать её.
Договорившись и придя к общей цели, они отправились в г. Боулдер, штат Колорадо, и стали разрабатывать игрушку, которая стала бы понятна даже шестилетнему ребёнку. На проектирование деталей, геометрия которых, по мнению ученых, была настолько революционной, что могла покорить весь мир, ушло 10 лет. Пеллетье и Хильдебрандт разработали оригинальный дизайн для соединительного шарика. Также были придуманы стержни нескольких форм и цветов, с которыми могли легко заниматься и взрослые и дети. Дальше их главной задачей было найти того, кто купит эту идею.
Производители игрушек, которые видели разработку, улыбались и говорили, что никто никогда не купит это у них. Пол и Марк объездили десятки заводов по всему миру. Даже в Германии и Японии производители качали головами.
Зная важность их работы, ученые решили сами изготовить детали. Для этого им была нужна машина для литья пластика под давлением. В 1988 году мастер-машинист Боб Никерсон из Денвера продал им свой литейный станок, но сказал, что он не подходит для такого производства. Но Пеллетье и Хильдебрандт стояли на своем. Они основали компанию BioCrystal Inc., которая станет ZOMETOOL в 1997 году. Также Университет Колорадо подарил им машину для литья. За несколько лет работы и обработки деталей для сложнейших литейных форм они, наконец, соединили все формы и сделали тестовую партию.
Первый же соединительный узел вышел идеальным! 1 апреля 1992 года — дата, когда революционная технология была воплощена в жизнь.
В течение некоторого времени ZOMETOOL оставался в тайне для широкой общественности. Система с «золотыми» пропорциями 2-, 3- и 5-кратным увеличением поначалу была популярна для математиков и ученых-исследователей.
Затем NASA начали использовать конструктор для исследования вируса СПИДа, а также в проектах космической станции. После открытия квазикристаллов, за которое Дан Шехтман был удостоен в 2011 году Нобелевской премии по химии, ZOMETOOL остается единственной системой, способной моделировать эти объекты.
Математики, такие как Роджер Пенроуз и Джон Конвей, использовали ZOMETOOL для моделирования сложных геометрических форм.
В публикации «Исключительно простая теория всего» в 2007 году физик Гаррет Лиси использовал конструктор, чтобы проиллюстрировать сложную 8-пространственную структуру (E8), лежащую в основе его теории, которая сочетает в себе физику частиц с теорией тяготения Эйнштейна.
Всё это вызвало бум продаж конструктора для детей. Ребята стали создавать удивительные формы — от изобретений древних греков до пространственных моделей космических фигур. Преподаватели всего мира демонстрируют модели на уроках химии, геометрии, астрономии при помощи конструктора.
Теперь ZOMETOOL позиционируется как основа пространственной интерпретации в новом тысячелетии.

## Награды
1995
•Американский журнал Воспитание. Победитель номинации «Лучшие игрушки Года»
•Американская Премия. Победитель в номинации «Выбор родителей»
1998
•Американский журнал «Children’s Media». Награждён за выдающиеся достижения в детской индустрии
1999
•Журнал по уходу за детьми. Награждён в номинации «Игрушка года»
•100 лучших детских продуктов по версии программы Dr. Toy
•Лучшая игрушка для отдыха по версии программы Dr. Toy
•Журнал «Family Life». Победитель в номинации «20 великих игрушек»
•Знак одобрения от Национального Центра Воспитания США
•Общество «Parents» в США. Награда «Золотой выбор»
2000
•Победитель премии «Gold Seal Award»
2001
•Проект Lion & Lambs «20 лучших мировых игрушек»
2002
•10 лучших игрушек по версии программы Dr. Toy
•100 лучших детских продуктов по версии программы Dr. Toy
•Победитель номинации «Золотая Звезда» по версии канадской сети магазинов Toy Stores
•Общество «Parents» в США. Победа в номинации «Выбор родителей»
2003
•Национальная ассоциация для одаренных детей. Список лучших игрушек для отдыха.
2005
•Лучшая смарт-игрушка по версии программы Dr. Toy
2012
•Журнал «Creative Child». Премия в номинации «Продукт года»
•Победа в номинации «Лучший выбор» по версии программы Dr. Toy
•Журнал «Creative Child». Премия в номинации «Топ игрушка года» в категории «Конструирование»
•Конструктор помещен в зал славы США «Made in the USA»
2013
•Журнал «Popular Science». Награда «Лучший продукт на выставке игрушек»